# Laugardalsvöllur
Laugardalsvöllur este stadionul național al Islandei, pe el evoluând toate echipele reprezentative ale Islandei, inclusiv echipa națională de fotbal a Islandei. Acesta este situat în Reykjavík, și are o capacitate de 9.800 de locuri individiuale pe scaune, alte 5.627 de persoane putând fi găzduite în picioare sau așezate pe bănzi de beton, care însă din cauza restricțiilor FIFA nu sunt utilizate.
Prma tribună a stadionului a fost construită în 1958, iar cea opusă în 1997, ulterior tribuna veche fiind renovată și extinsă în 2006. Stadionul este dotat cu pistă pentru atletism, totuși este utilizat în principal pentru fotbal.
Recordul de asistență de pe Laugardalsvöllur a fost 20.204 de spectatori în 2004 la un meci amical dintre Islanda și Italia, câștigat în mod surprinzător de Islanda cu 2-0.

## Galerie

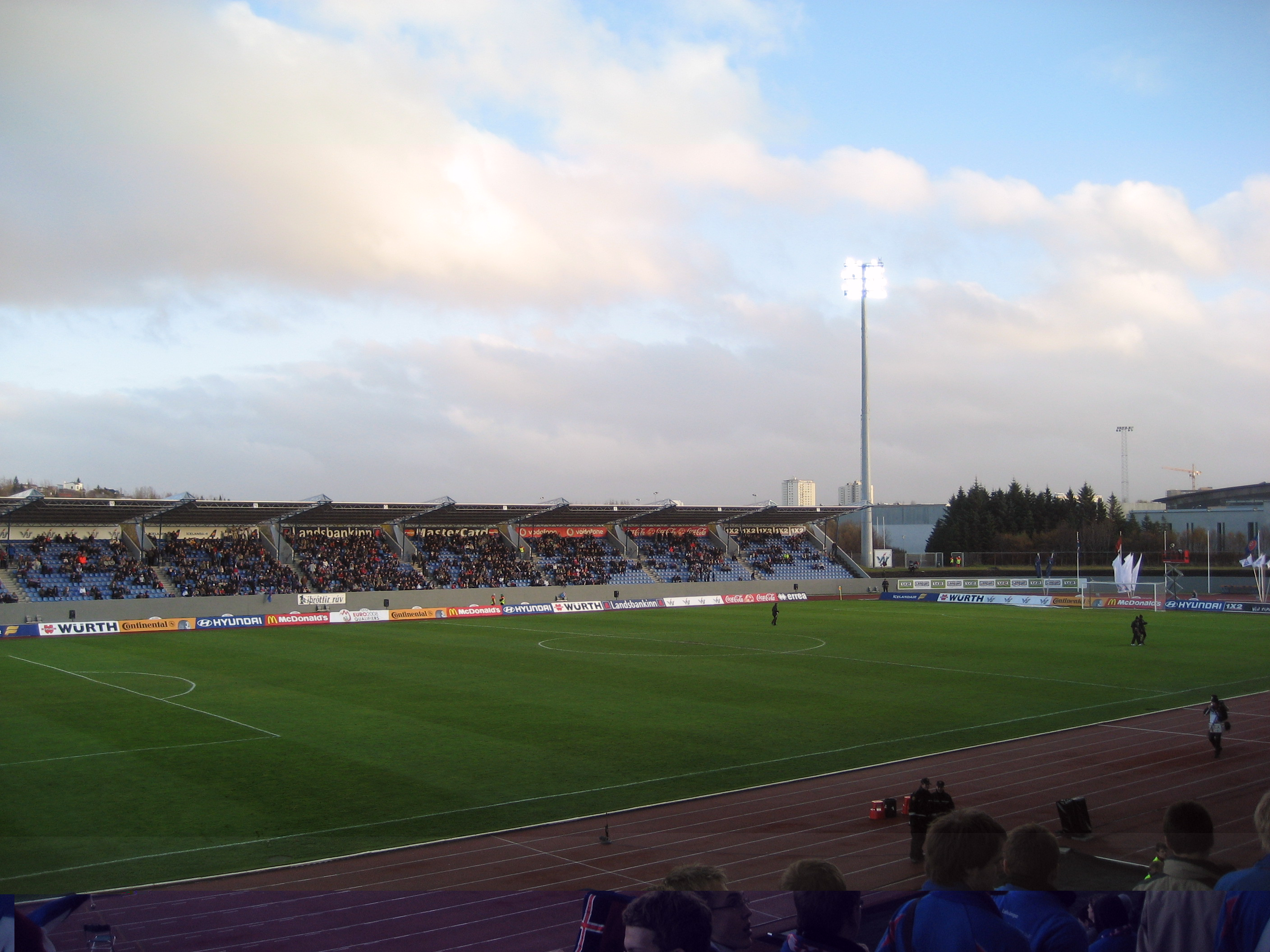
Laugardalsvöllur pe durata unui meci din Preliminariile Campionatului European de Fotbal 2008
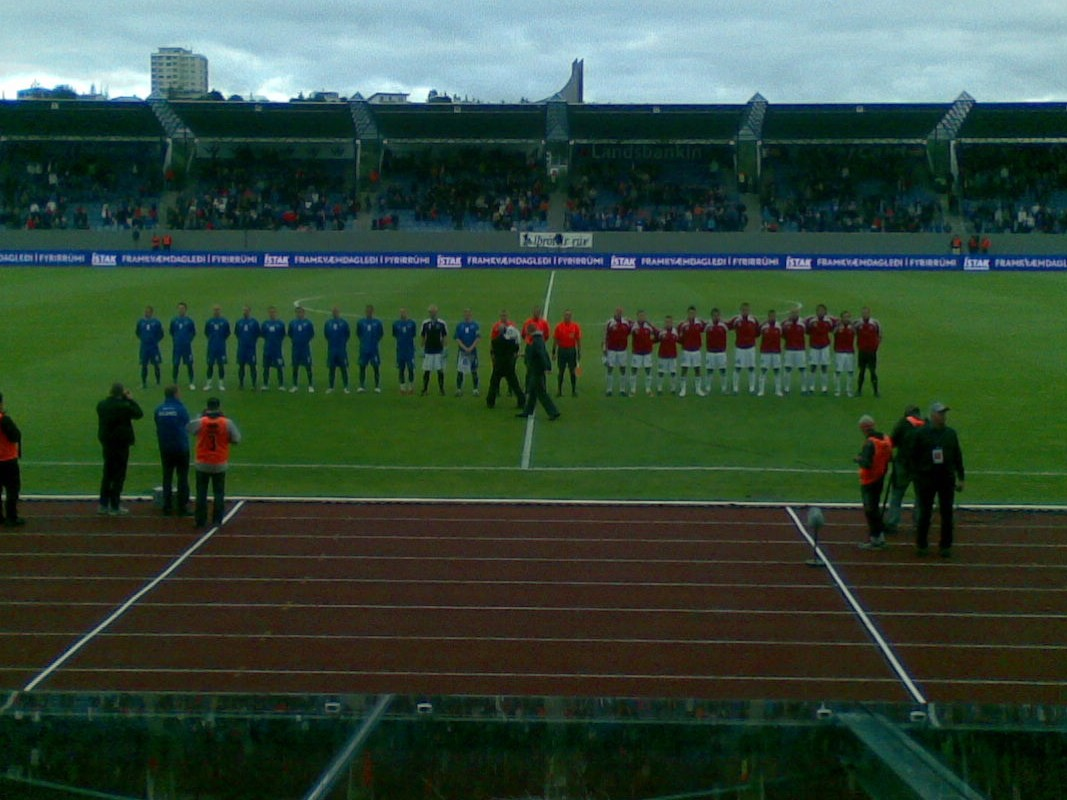
Laugardalsvöllur la meciul Islanda - Slovacia, din 2009
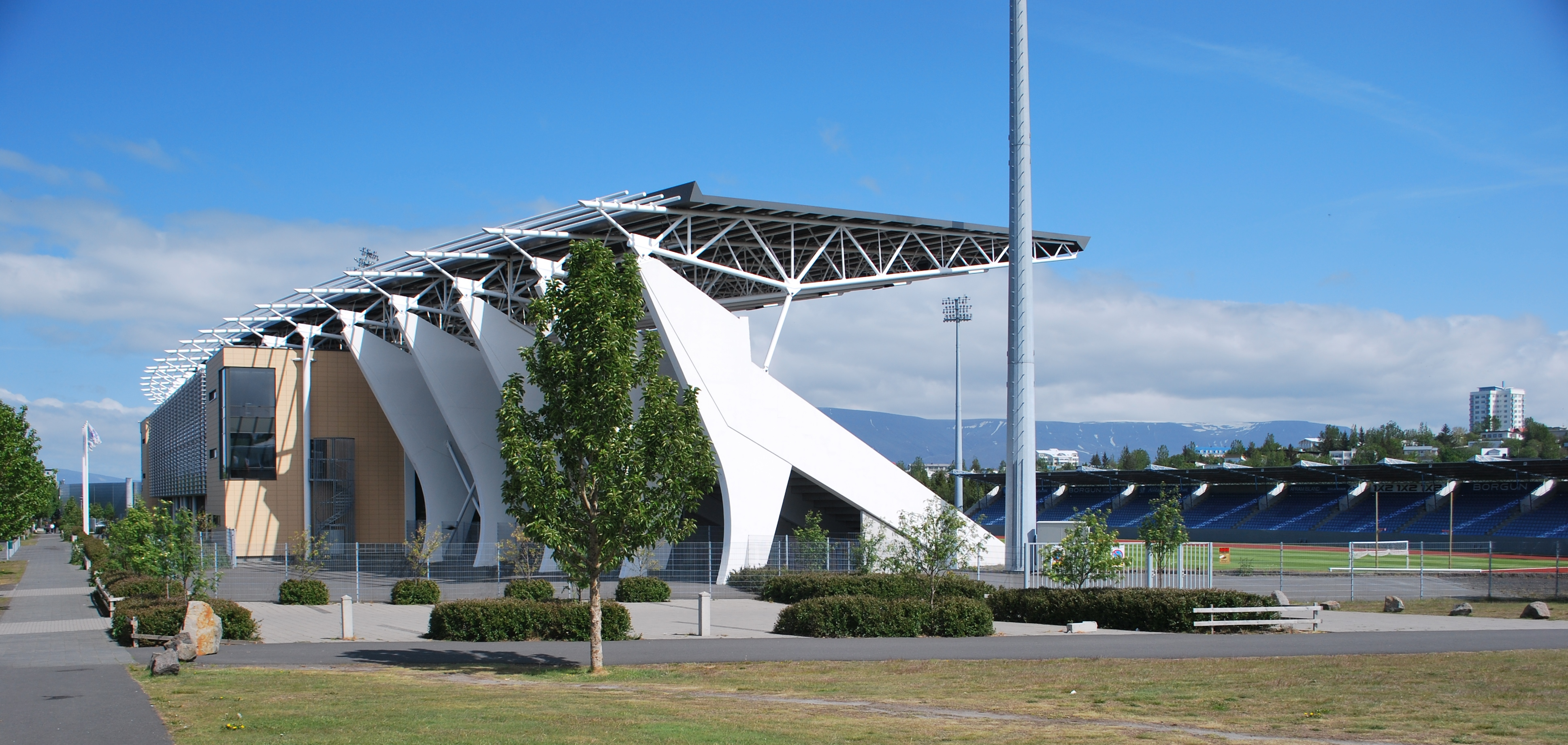